# Dots
Dots (polnisch Kropki, russisch Tochki) ist ein abstraktes strategisches Papier-und-Bleistift-Spiel für zwei Personen.

Ein Spielbeginn

Spielsituation

## Regeln
- Das Brett ist ein Quadratgitter, man kann ein kariertes Papier verwenden. Die Brettgröße ist nicht festgelegt, meist wählt man einen quadratischen oder rechteckigen Bereich von ca. 30×40 bis 40×60 Punkten.
- Die Spieler markieren abwechselnd einen noch unmarkierten Gitterpunkt (Kästchenecke) mit ihrer Farbe. Der Gitterpunkt darf nicht im Inneren eines Gebietes liegen (umschlossen von einer Gebietslinie).
- nach dem Markieren kann der Spieler optional beliebig viele Gebietslinien zeichnen. Dabei gilt:
  - Eine Linie verläuft abschnittweise von einem Punkt des Spielers zum nächsten, der im Gitter orthogonal oder diagonal benachbart ist, also entlang einer Kästchenkante oder diagonal durch ein Kästchen. Die Linie darf nicht über einen unmarkierten oder vom Gegner markierten Punkt verlaufen.
  - Eine Linie muss ringförmig geschlossen sein, wobei man früher gezeichnete eigene Linien als Teil einer neuen Linie verwenden kann.
  - Eine Linie darf keine andere Linie überkreuzen oder im Inneren eines Gebiets verlaufen. Sie darf aber ein anderes Gebiet vollständig umschließen. Wenn dieses dem Gegner gehört, wird es dadurch zu eigenem Gebiet.
  - Eine neu gezeichnete Linie muss mindestens einen gegnerischen Punkt einschließen, der zu dem Zeitpunkt noch nicht in eigenem Gebiet liegt.
- Das Spiel endet, wenn keine Punkte mehr markiert werden können. Der Spieler, in dessen Gebieten mehr gegnerische Punkte liegen, gewinnt.

Wenn das Spiel mit leerer Spielfläche beginnt (noch kein Punkt markiert) und ein Spieler seine Punkte nur auf den Rand zeichnet oder so, dass sie mit dem Rand durch eine Kette seiner Punkte verbunden sind, dann kann keiner seiner Punkte jemals vom Gegner umschlossen werden. Darum werden in der Regel einige Punkte nahe der Brettmitte vormarkiert, z. B. je zwei in jeder Farbe auf den gegenüberliegenden Ecken eines Kästchens (Kreuz).
Zur Abkürzung der Endphase des Spiels wendet man oft eine zusätzliche Regel an, nach der ein Spieler jederzeit das Spiel beenden kann, worauf der Gegner allein weiterspielen darf. Der Gegner bekommt dann alle noch nicht eingeschlossenen Punkte, die keine Verbindung zum Brettrand haben. Wenn also ein Spieler schon mehr Punkte erobert und am Brettrand verankert hat, als der Gegner überhaupt bekommen kann, dann kann er mit dieser Regel das Spiel sofort gewinnen.

## Varianten

Kropki na dwie kratki

- Eine alternative Zählregel sieht vor, dass alle Punkte im inneren eines Gebietes in der Endabrechnung zählen, auch unmarkierte und eigene.
- In einer Variante mit dem polnischen Namen Kropki na dwie kratki darf man einen Abschnitt einer Gebietslinie auch zwischen Punkten im Rösselsprung-Abstand oder über einen unmarkierten Punkt hinweg (doppelte orthogonale oder diagonale Linie) zeichnen. Diese Variante soll offensives Spiel begünstigen.